# Dubravec
Dubravec is een plaats in de gemeente Klenovnik in de Kroatische provincie Varaždin. De plaats telt 470 inwoners (2001).